# Mark Magsayo
Jessel Mark Araula Magsayo (Tacloban, 22 giugno 1995) è un pugile filippino.
Soprannominato Magnifico, è detentore del titolo mondiale WBC dei pesi piuma dal 2022. 

## Biografia
Nato a Tacloban, cresce in un contesto di povertà e scopre il pugilato già da bambino come fonte di sostentamento per aiutare i genitori. Durante l'adolescenza svolge altresì le professioni di venditore ambulante e panettiere.

### Vita personale
È sposato con la tatuatrice e surfista Frances Arbie Magsayo.

## Stile di combattimento
Pugile che abbina ottima velocità e potenza, si distingue per la sua aggressività e atletismo. Meno brillante dal punto di vista tecnico, impiega uno stile di combattimento improntato sulla pressione.

## Carriera

### Carriera amatoriale
Nel corso della carriera amatoriale disputa oltre 250 incontri, vincendo quattro titoli nazionali prima del suo debutto tra i professionisti nel 2013.

### Carriera professionale
Individuato e messo sotto contratto dalla ALA Boxing di Michael Aldeguer, compie il suo esordio nel pugilato professionistico nel maggio 2013, all'età di 17 anni, sconfiggendo il connazionale Melton Sandal per knockout alla prima ripresa. Nel luglio 2015, imbattuto, conquista il titolo giovanile IBF dei pesi piuma, mentre alcuni mesi dopo debutta con successo in suolo statunitense grazie a un evento della ALA Boxing nella città californiana di Carson.
Segue quindi la conquista di altri titoli regionali, tra cui la cintura internazionale WBO e quella asiatica di categoria, grazie ai quali si distingue tra i più promettenti pugili emergenti della sua generazione. Nel 2018 non disputa alcun incontro per via di sopraggiunte frizioni con la dirigenza della ALA, che lo portano quello stesso anno alla risoluzione consensuale del contratto. Viene successivamente individuato e ingaggiato dalla MP Promotions di Manny Pacquiao, con cui ottiene una maggiore visibilità nello scenario boxistico internazionale. Stabilitosi quindi presso la nota Wild Card Boxing Club di Freddie Roach –– allenatore che apporta migliorie significative nello stile di combattimento di Magsayo e storico secondo di Pacquiao –– a Los Angeles a partire dal 2020, nell'agosto 2021 vince un'importante eliminatoria WBC per il titolo mondiale dei piuma detenuto da Gary Russell Jr., mettendo KO in rimonta il messicano Julio Ceja.
Ancora imbattuto e con una striscia di 23 vittorie consecutive, il 22 gennaio 2022 si laurea campione mondiale WBC detronizzando Russell al Borgata Hotel Casino & Spa di Atlantic City, tramite decisione di maggioranza dei giudici di gara con i punteggi di 114-114, 115-113 e 115-113. La vittoria di Magsayo pone fine al regno di oltre sei anni dello statunitense, sino ad allora il più longevo campione del mondo in carica (iridato da 6 anni e 10 mesi) e dato favorito 4 a 1 dai bookmaker.